# Geoffrey Claeys
Pour les articles homonymes, voir Claeys.
Geoffrey Claeys (né le 5 octobre 1974 à Bruges, Belgique) est un footballeur international belge devenu entraîneur. Il occupait le poste de défenseur central. 
Claeys fut sélectionné 3 fois (1 but) en équipe nationale de Belgique. Il a été formé au Cercle Bruges (1993-1996), club avec lequel il a atteint la finale de la Coupe de Belgique en 1996. Il rejoint ensuite le grand club néerlandais de Feyenoord Rotterdam (1996-1998) avant de revenir en Belgique au RSC Anderlecht (1998-1999) puis à l'Eendracht Alost (1999-2000), au Lierse SK (2000-2001) et enfin à l'Excelsior Mouscron (2000-2005) avant de rejoindre Melbourne Victory FC dans le championnat australien en 2005-2006. En 2007, il revient en Belgique où il signe pour le club de KM Torhout où il termine sa carrière de joueur.
Il devient entraîneur de KMSK Deinze en 2015 avant de partir s'occuper des jeunes du Melbourne Victory. Il entraîne actuellement le club de FC Kleit-Maldegem en séries provinciales.